# Maria Radner
Maria Friderike Radner, född 7 maj 1981 i Düsseldorf i dåvarande Västtyskland, död 24 mars 2015 i Prads-Haute-Bléone, var en tysk kontraalt och internationellt känd operasångare.
Radner omkom den 24 mars 2015 tillsammans med sin make Sascha Schenk och deras 2-årige son Felix samt kollegan Oleg Bryjak i Germanwings Flight 9525-kraschen, som inträffade nära Prads-Haute-Bléone i Alpes-de-Haute-Provence i Frankrike. Hon och Bryjak var på väg tillbaka från föreställningar av Richard Wagners Siegfried på Gran Teatre del Liceu i Barcelona.

## Diskografi
- Richard Wagner, Götterdämmerung (opera), Metropolitan Opera, Fabio Luisi, Deutsche Grammophon (DVD)